# George Maxwell Richards
George Maxwell Richards, Max Richards (ur. 1 grudnia 1931 w San Fernando, zm. 8 stycznia 2018 w Port-of-Spain) – trynidadzki polityk i profesor, prezydent Trynidadu i Tobago w latach 2003–2013.

## Życiorys
Urodził się w 1931 w San Fernando w południowym Trynidadzie, gdzie otrzymał również podstawowe wykształcenie. W kolejnych latach uczęszczał do Queen’s Royal College w Port-of-Spain, po czym od 1950 do 1951 pracował w firmie naftowej United British Oilfields of Trinidad. Od firmy tej uzyskał stypendium naukowe, w ramach którego studiował inżynierię chemiczną na University of Manchester w Wielkiej Brytanii. W 1955 uzyskał stopień licencjacki, a dwa lata później tytuł magistra. Następnie zdobył stopień doktora inżynierii chemicznej na University of Cambridge.
Po studiach  powrócił do kraju i w latach 1957–1965 pracował w brytyjskim Shellu. W 1965 dołączył do Wydziału Inżynierii Chemicznej Uniwersytetu Indii Zachodnich, zajmując ostatecznie stanowisko profesora. W latach 1980–1985 był wicerektorem tej uczelni. W 1985 został rektorem Uniwersytetu Indii Zachodnich i pełnił tę funkcję do 1996. W tym czasie zdołał sprawnie zarządzać placówką, mimo zmniejszenia budżetu uczelni przez rząd o 30%.
W 1977 został odznaczony Narodowym Orderem Trynidadu i Tobago. Richards był żonaty z Jean Ramjohn, anestezjologiem z zawodu i miał dwoje dzieci.

### Prezydent
17 marca 2003 został wybrany przez Zgromadzenie Elektorów prezydentem Trynidadu i Tobago. Chociaż prezydent w Trynidadzie i Tobago pełni głównie rolę ceremonialną, Richards często zabierał głos w sprawach ważnych dla kraju. Był ponadto żywo zaangażowany w przygotowania do karaibskiego karnawału.
11 lutego 2008 uzyskał reelekcję na stanowisku prezydenta. Był jedynym kandydatem na ten urząd, a posiedzenie Zgromadzenia Elektorów trwało tylko trzy minuty. 17 marca 2008 został zaprzysiężony na kolejną 5-letnią kadencję.